# 우맹
우맹(優孟, ? ~ ?)은 중국 춘추 시대 초나라의 악사이다. 키가 여덟 자이고, 말솜씨가 좋았다.

## 행적

### 장왕의 애마
장왕에게 애마가 한 필 있었는데, 장왕은 이를 몹시 아껴 비단옷을 입히고 화려한 집에서 기르며, 침대에서 재우고 대추와 마른고기를 먹였다. 말이 살찌는 병으로 죽자, 장왕은 신하들로 하여금 상복을 입게 하고 대부(大夫)의 예로써 장사 지내려 하였다. 신하들이 이를 앞다투어 말렸으나, 듣지 않았다.
우맹은 이를 듣고 궁문으로 들어가 크게 소리내어 울었다. 장왕이 그 까닭을 물으니, 우맹이 말하였다.
| “ | 말은 왕께서 아끼시던 것입니다. 초나라처럼 위대한 나라에 기대면 무엇인들 구하지 못하겠습니까? 대부의 예로 장사 지내는 것은 박합니다. 원컨대 임금의 예로 장사 지내십시오. | ” |

왕이 그 방법을 물으니, 우맹은 말을 이었다.
| “ | 옥을 다듬어 관을 짜고, 무늬 있는 가래나무로 바깥널을 만들고, 느릅나무·단풍나무·녹나무로 횡대를 만드십시오. 병사들을 동원하여 무덤을 파게 하고 늙은이들로 하여금 흙을 나르게 하며, 제나라·조나라의 사신을 앞쪽에 서게 하고, 한나라·위나라의 사신이 그 뒤에서 호위하게 하십시오. 사당을 세워 태뢰(太牢)로 제사 지내고, 만 호의 읍으로 받들도록 하십시오. 제후들이 이 소식을 들으면, 모두 대왕께서 사람을 천히 여기고 말을 귀히 여기심을 알게 될 것입니다. | ” |

장왕은 우맹의 말을 듣고는 뒤늦게 잘못을 깨달았고, 어떻게 하면 좋을지 우맹에게 물었다. 우맹이 답하였다.
| “ | 대왕을 위하여 육축(六畜)의 예로 장사 지내십시오. 부뚜막을 바깥널로 삼고 구리솥을 속널로 삼아, 생강과 대추를 섞어 향료를 태워 멥쌀로 제사 지내고 타오르는 불빛으로 옷을 입혀 사람의 창자 속에 장사 지내는 것입니다. | ” |

장왕은 말을 태관(太官)에게 맡겨, 아무도 모르게 처리하였다.

### 손숙오를 기림
한편 재상 손숙오는 우맹이 어진 사람임을 알고, 그를 잘 대해 주었다. 손숙오가 병으로 죽으려 할 때, 아들에게 말하였다.
| “ | 내가 죽으면 너는 필시 가난해질 것이다. 만일 우맹을 만나게 되거든, 네가 나의 아들임을 일러 주어라. | ” |

몇 년 후, 과연 아들은 나무를 등에 지고 다닐 정도로 곤궁해졌다. 곧 우맹을 만나 손숙오의 유언을 말해 주니, 우맹은 그로 하여금 멀리 가는 일이 없도록 하고 그날로 손숙오의 의관을 걸치고 말과 행동을 흉내냈다.
한 해 남짓 지나, 우맹은 손숙오와 비슷해져 장왕의 신하들조차 분간할 수 없을 지경에 이르렀다.
장왕이 주연을 베풀었을 때, 우맹이 앞으로 나아가 잔을 올리니 장왕은 깜짝 놀랐다. 그리고는 손숙오가 다시 살아온 것으로 여겨, 그를 재상으로 삼으려 하였다. 우맹은 아내와 상의할 수 있도록 사흘의 시간을 요구하였고, 장왕은 그렇게 하였다. 사흘 뒤 우맹이 돌아왔고, 왕이 어떻게 되었는지 묻자 우맹이 말하였다.
| “ | 아내는 저더러 '재상을 하지 마십시오. 초나라 재상은 할 만한 것이 못 됩니다. 손숙오 같은 분은 재상이 되어 충성을 다하고 청렴하게 초나라를 다스려 왕을 패자로 만드셨습니다. 그런데 그가 죽고, 그의 아들은 송곳 꽂을 땅조차 없을 정도로 가난하여 땔나무를 져서 스스로 먹을 것을 마련합니다. 손숙오처럼 될 바에야 차라리 목숨을 끊는 것이 낫습니다.'라고 말했습니다. | ” |

그러고는 노래를 불렀다.
산골에 살며 힘들게 밭을 갈아도
먹고 살기가 어렵네.
몸을 일으켜 관리가 되어도
탐욕스럽고 비루한 자는 재물을 남기며
치욕을 돌아보지 않는구나.
몸은 죽어도 집안은 넉넉히 하려 하며
뇌물을 받고 법을 어겨
부정을 일삼다 큰 죄 지음을 두려워하니
몸은 죽고 집안은 망하네.
어찌 탐욕스러운 관리가 될 수 있겠는가?
청렴한 관리가 되고자
법을 받들어 맡은 일을 지키며
죽을 때까지 나쁜 짓을 하지 않는다네.
어찌 청렴한 관리가 될 수 있겠는가?
초나라 재상 손숙오는 평생 청렴했거늘
이제 처자식은 가난하여
땔나무를 져서 먹고 사니
청렴한 관리도 할 것이 못 되네.

장왕은 우맹에게 사과하고, 손숙오의 아들을 불러 침구(寢丘) 땅 4백 호를 봉지로 주어 손숙오의 제사를 모시게 하였다. 제사는 10세까지 이어졌다.

## 출전
사마천, 《사기》 권126 골계열전(滑稽列傳)